# غافين براون (رياضياتي)
غافين براون (بالإنجليزية: Gavin Brown)‏ هو رياضياتي أسترالي، ولد في 27 فبراير 1942 في Lundin Links ‏ في المملكة المتحدة، وتوفي في 25 ديسمبر 2010 في أديلايد في أستراليا.